# Heinrich Josef König
Heinrich Josef König (Fulda, 1790. március 19. – Wiesbaden, 1869. szeptember 23.) német író, kultúr- és irodalomtörténész.

## Élete
Adóellenőr volt Fuldában, és amikor áthelyezték Hanauba, beválasztották a hesseni tartományi gyűlésbe ellenzéki képviselőnek. Heves beszédeiért többször rendre utasították, és 1831-ben a fuldai pülpök ki is közösítette. Ezután 1847-ben mint törvényszéki főtitkár működött Fuldában; ekkor visszavonult a politikai élettől. Igen sok történeti regényt írt, Die Klubbisten in Mainz című művét a német irodalom legjobb történeti regényei közé sorolják.

## Művei
- Wyatt (szomorújáték, 1818)
- Ottos Brautfahrt (dráma, 1826)
- Die Wallfahrt. Eine Novelle (1829)
- Rosenkranz eines Katholiken (1829)
- Leibwacht und Verfassungwacht (1831)
- Waldenser (történelmi regény, 1836)
- Die Bußfahrt (szomorújáték, 1836)
- Literarische Bilder aus Rußland (1837)
- Die hohe Braut (regény, 1839)
- Williams Dichten und Trachten (Shakespeare-regény, 1839)
- Aus dem Leben (önéletrajzi írás, 1840)
- Deutsches Leben in deutschen Novellen (1842–1844)
- Eine Fahrt nach Ostende (1845)
- Stationen (1846)
- Die Clubisten in Mainz (történelmi regény, 1847)
- Spiel und Liebe (1849)
- Haus und Welt (Georg Forster életrajza, 1852)
- Auch eine Jugend (önéletrajz, 1852)
- König Jerômes Carneval (történelmi regény, 1855)
- Täuschungen. Eine historische Novelle (1857)
- Marianne oder um Liebe leiden (regény, 1858)
- Georg Forster (1858)
- Schillerfeier. Fest-Toast (1859)
- Ein Stilleben (önéletrajz, 1861)
- Deutsche Familien (1862)
- Von Saalfeld bis Aspern (történelmi regény, 1864)
- Was ist die Wahrheit von Jesu? (1867)
- Eine Pyrmonter Nachkur (1869)